# Жаркови
Жа́ркови (рос. Жарковы) — присілок у складі Афанасьєвського району Кіровської області, Росія. Входить до складу Бісеровського сільського поселення.
Населення становить 162 особи (2010, 183 у 2002).
Національний склад станом на 2002 рік — росіяни 100 %.